# Jolanda van Goozen
Jolanda van Goozen (juli 1975–20 augustus 2003) was een Nederlands langebaanschaatsster en marathonschaatsster. 
In 1995 nam Van Goozen deel aan de NK Afstanden op de 1000 meter.
In augustus 2003 overleed Van Goozen nadat tijdens een sportkeuring leukemie bij haar was geconstateerd.

## Records

### Persoonlijke records[4]
| Afstand    | Tijd    | Datum            | Baan     |
| ---------- | ------- | ---------------- | -------- |
| 1000 meter | 1.30,87 | 16 december 1994 | Den Haag |